# دان فوكس
دان فوكس (بالإنجليزية: Dan Fox)‏ هو لاعب كرة قدم أمريكية أمريكي، ولد في 17 مارس 1991 في روكي ريفير في الولايات المتحدة.

## وصلات خارجية
- دان فوكس على موقع مرجع كرة القدم المحترفة.كوم (الإنجليزية)